# Pierre Daucourt
Pour les articles homonymes, voir Daucourt.
Pierre Daucourt, né le 9 avril 1879 à Troyes (Aube) et mort le 22 mai 1961 à Paris (12e arrondissement) est un aviateur français. 
Avant la Première Guerre mondiale, il a remporté la coupe Pommery. Durant la guerre, il a participé, avec le capitaine Louis Robert de Beauchamp, au fameux raid sur Essen le 24 septembre 1916.

## Biographie
Le 21 octobre 1913, Daucourt s'envole avec son monoplan pour tenter un raid vers l'Egypte, partant d’Issy-les-Moulineaux avec pour passager Henri Roux, pour rejoindre le Caire, mais après 80 km de parcourus, il va endommager son appareil en voulant se poser.

## Distinctions
- Médaille militaire (août 1913)[3]
- Chevalier de la Légion d'honneur le 1er avril 1916[3],[4].
- Croix de guerre 1914-1918 avec 2 citations à l'ordre de l'armée (le 1er avril 1916 et en octobre 1916)[3]